# Christelle et l'Empereur
Pour plus de détails, voir Fiche technique et Distribution.
Christelle et l'Empereur (titre original : Die Försterchristl, "Christelle la forestière") est un film allemand réalisé par Franz Josef Gottlieb sorti en 1962.
Il s'agit d'une adaptation de l'opérette Die Försterchristl (livret de Bernhard Buchbinder, musique de Georg Jarno).

## Synopsis
L'empereur François-Joseph se rend en compagnie du comte et de la comtesse von Paalen à leur château afin de s'adonner à sa passion de la chasse. Juste avant d'arriver, une roue du carrosse impérial se casse. L'empereur décide de faire le reste de la route à pied et prend son fusil. En chemin, il rencontre une jeune femme charmante qui lui demande ce qu'il fait ici. Il répond qu'il est perdu, elle lui répond moqueuse : "Avec un fusil ?". Elle lui explique qu'elle s'appelle Christelle, qu'elle est la fille du garde forestier qu'elle aide dans sa mission. La loi impériale prévoit une amende d'un thaler et si on ne peut pas payer, il faut passer une journée en prison. Quand elle demande à l'homme quelle est sa profession, il lui dit qu'il est employé à la cour impérial. Christelle se fie à ce que lui a dit Simmerl le cordonnier qu'il s'agit d'un poste important et influent. Comme les réponses de l'homme ne la satisfont pas, elle l'amène à la maison du garde forestier où il va passer sa journée de détention. Au château de Paalen, on est très inquiet de ne pas savoir où est l'empereur.
Simmerl vient soûl chez Christelle, l'empereur détenu à côté entend leur conversation et qu'elle l'expulse. Lorsqu'elle vient apporter une lampe au chasseur, elle lui raconte qu'elle aimerait rencontrer l'empereur qu'elle s'imagine comme un demi-dieu. François-Joseph répond que c'est justement parce que les gens veulent tous le voir qu'il n'a pas le temps d'être comme tout le monde. Elle lui amène à boire, ils portent un toast aux "merveilleux aides forestiers" selon sa formule à lui.
Entre-temps, Földessy, le gardien du château, fait en sorte de se mettre en retrait. Il s'agit en fait de Franz Koltai, un Rittmeister qui a combattu avec les Hongrois en 1848. Il discute avec l'ancien wachtmeister devenu aujourd'hui Barany l'aubergiste. Son ami lui conseille de faire face à l'empereur et de lui demander pardon. Ilona, la fille de Barany, est amoureuse de Földessy qui, lui, est amoureux de Christelle. Simmerl entend la conversation et prévient le capitaine Toni Felsinger. Ilona réussit à distraire le jeune capitaine, Simmerl est en revanche arrêté par la police politique, il s'endort durant son interrogatoire. Lorsque les policiers se rendent à l'auberge pour interroger Földessy, il se met soudain debout et à jouer du violon. Ilona, pour l'aider, dit à Felsinger que personne ne joue aussi bien et commence à danser devant lui. Le militaire est fasciné par la demoiselle et part discrètement.
Pendant ce temps, l'empereur revient tranquillement au château de Paalen et raconte à la comtesse ce qu'il vient de vivre et de se taire. L'empereur s'en va à la partie de chasse. De nouveau seul, il se retrouve au bord d'un torrent et manque de tomber, il est rattrapé par Földessy. Lorsque l'empereur le remercie, Földessy lui parle de la révolution et lui demande sa grâce qui lui est accordée. Avant de le quitter, l'empereur l'invite à la soirée qui va se tenir dans le château.
Christelle veut parler de Földessy à l'empereur, c'est pourquoi elle demande à Simmerl d'obtenir une audience. Arrivés au château, le cordonnier veut se défiler et est réprimander par la demoiselle, il fait semblant d'aller vers le souverain. Christelle part attendre dans le parc du château et retrouve le chasseur. Lorsqu'il voit les deux jeunes gens ensemble, Simmerl prend ses jambes à son cou. Le chasseur promet d'intervenir pour Christelle, elle est ensuite invitée au bal par l'intendant impérial à la demande expresse de l'empereur. Seulement elle n'a pas de belle robe, la comtesse von Paalen veut l'aider, mais lorsque Christelle parle de Franz, la comtesse et le maître pensent qu'elle parle de l'empereur.
Lorsque le bal s'ouvre, Christelle n'en croit pas ses yeux d'être présentée par l'empereur qu'elle reconnaît alors comme son prisonnier. François-Joseph l'invite pour la première danse et lui explique qu'il sait déjà pour Földessy-Koltai. Földessy pénètre dans la salle dans un costume hongrois, la salle bruit en s'imaginant une idylle entre les danseurs, Franz est aussi dans la confusion. Néanmoins, il ose interrompre la danse de l'empereur et même danser à sa place avec Christelle, ce qui sidère l'assistance. Mais un autre incident se produit bientôt entre l'empereur et le rittmeister. Franz Joseph a expliqué au jeune homme qu'il n'y aura plus de Franz Földessy mais de nouveau le capitaine Franz Koltai. Koltai le remercie et part. Christelle le remercie aussi. François-Joseph sait qu'elle aime Koltai. En partant, il donne à la jeune femme une bague et lui explique que, si elle tourne la bague trois fois en pensant à son vœu, il se réalisera. Koltai, qui est toujours convaincu que Christelle a le béguin pour l'empereur, apprend par Franz Joseph, qu'on lui a encore parlé hier d'un Franz et qu'il avait la chance de ne pas être empereur. Rayonnant de joie, Franz court à travers la forêt chez Christelle qui tient l'anneau. Ils tombent dans les bras l'un de l'autre.

## Fiche technique
- Titre : Christelle et l'Empereur
- Titre : Die Försterchristl
- Réalisation : Franz Josef Gottlieb assisté de Robert Furch
- Scénario : Janne Furch (de), Fritz Böttger (de)
- Musique : Franz Grothe
- Direction artistique : Dieter Reinecke (de)
- Costumes : Teddy Rossi-Turai
- Photographie : Dieter Wedekind (de)
- Montage : Illo Endrulat
- Production : Klaus Stapenhorst (de)
- Sociétés de production : Carlton Film
- Société de distribution : Constantin Film
- Pays d'origine :  Allemagne
- Langue : allemand
- Format : Couleurs - 1,66:1 - Mono - 35 mm
- Genre : Film romantique
- Durée : 104 minutes
- Dates de sortie :
  -  Allemagne : 21 décembre 1962.
  -  France : 7 juin 1963[1].
- Affiche : Guy-Gérard Noël (France)

## Distribution
- Sabine Sinjen: Christelle
- Peter Weck: L'empereur François-Joseph
- Sieghardt Rupp: Franz Földessy/Koltai
- Gerlinde Locker: Ilona Barany
- Doris Kirchner: Elisabeth comtesse von Paalen
- Wolf Albach-Retty: Le comte von Paalen
- Rudolf Vogel: L'intendant impérial
- Georg Thomalla: Simmerl, le cordonnier
- Ernst Waldbrunn: Barany, l'aubergiste
- Horst Naumann: Le capitaine Toni Felsinger
- Oskar Sima: Leisinger, de la police politique
- Raoul Retzer: Hütl, son assistant
- Hans Habietinek: Le garde forestier
- Edith Schultze-Westrum: Julischka, la gouvernante des Paalen

## Crédit d'auteurs
- (de) Cet article est partiellement ou en totalité issu de l’article de Wikipédia en allemand intitulé « Die Försterchristel (1962) » (voir la liste des auteurs).